# 萩ウェルネスパーク
萩ウェルネスパーク（はぎウェルネスパーク）は山口県萩市にある都市公園（運動公園）。

## 概要
山口県日本海沿岸地域の健康運動の中核となる公園として、山口県が1989年度から萩市中心部の南・阿武川近くの丘陵地に整備した運動公園 で、都市公園法に基づく県営都市公園の一つに位置づけられている。ただし、管理は萩市に移管されている。
毎年12月に開催される維新の里 萩城下町マラソンの発着点となっている。

## 施設

### 萩スタジアム
1998年に完成した公式戦開催可能な野球場で、萩市民球場（2003年閉鎖）に代わる施設として建設された。両翼100m、センター122mの広さを持ち、15,000人が収容可能。
全国高等学校野球選手権山口大会では使用される機会が少ない（近年では使用せず）が、2020年開催の「やまぐち高校生2020メモリアルカップ夏季高等学校野球大会」（山口県高校野球連盟主催、第102回全国高等学校野球選手権大会地方大会の代替大会）では決勝戦が本スタジアムで開催されることになっている。

### 萩武道館
アリーナ面積1,070m2の多目的体育館と、近的6人立・遠的3人立の弓道場から成る施設で、武道系の大会を中心に利用されている。2002年（平成14年）完成。

### 多目的広場（萩スポーツ広場）
400m×8レーンのクレートラックを持つ日本陸上競技連盟公認第4種陸上競技場を兼ねた多目的広場。

### 夏みかんランド
10種類の健康遊具や滑り台などの大型複合遊具を備えた広場。2007年開設。

## アクセス
- JR山陰本線 萩駅よりJRバス中国（防長線）山口行きバスで5分、「霧口」バス停下車徒歩6分
- 萩市中心部から国道262号経由で約5km